# Mariëndaal (Diest)

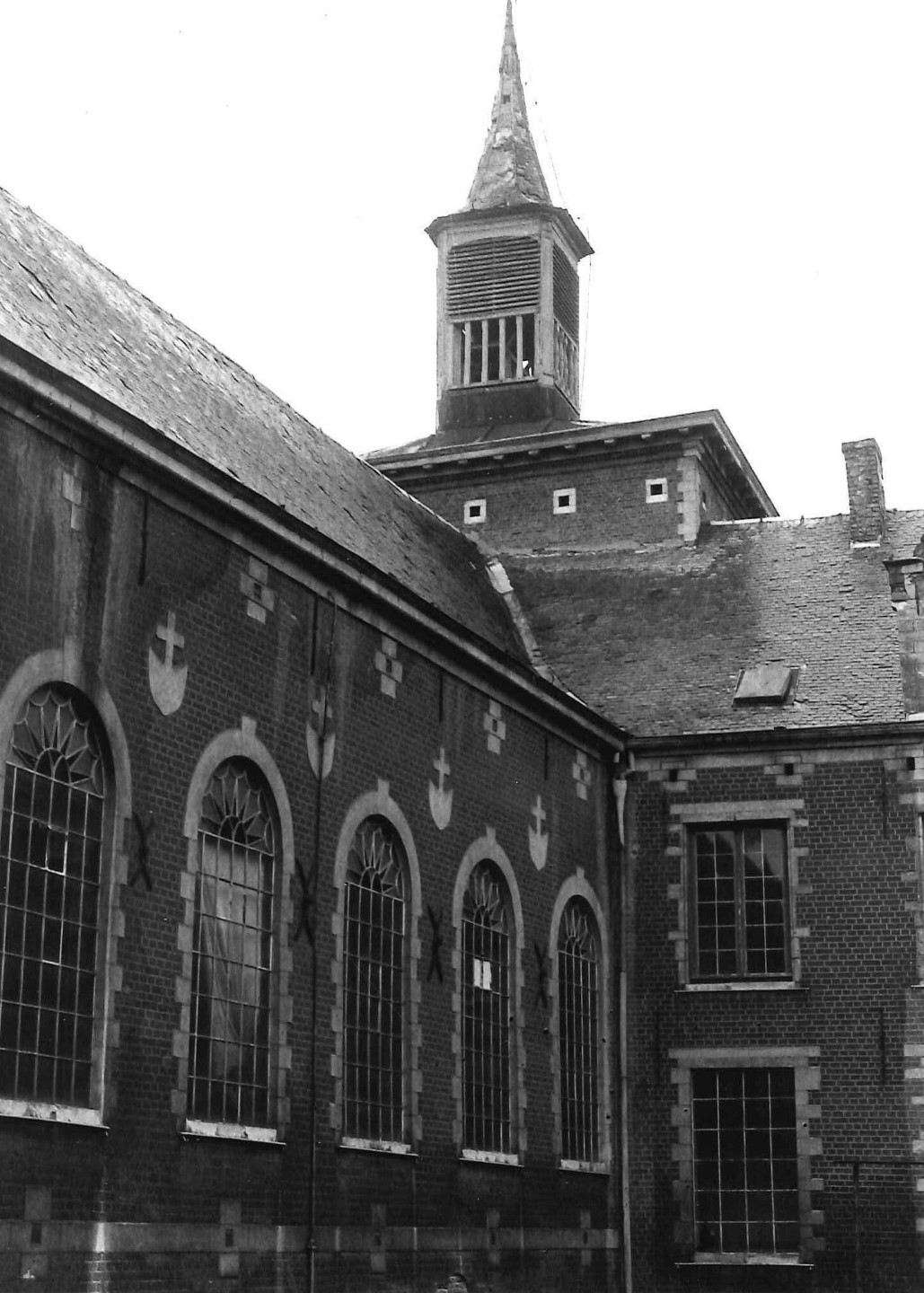
Kapel

Mariëndaal is een voormalig klooster in de Vlaams-Brabantse stad Diest, gelegen aan de Mariëndaalstraat 42-44.

## Geschiedenis
Hier vestigden zich begin 15e eeuw de Kanunnikessen van Sint-Augustinus. Omstreeks 1588, tijdens de godsdiensttwisten, werden de gebouwen gedeeltelijk verwoest. De congregatie herstelde zich, maar werd in 1796 opgeheven waarbij de gebouwen openbaar werden verkocht. De zusters vertrokken naar de noordelijke Nederlanden, zie Mariëndaal (augustinessen), en kwamen uiteindelijk in Sint-Oedenrode terecht. Omstreeks 1850 vestigden zich de Cellebroeders (Alexianen) in de -toen sterk verwaarloosde- kloostergebouwen.

## Gebouw
Er is een zuidoostelijke vleugel van 1672. Bijgebouwen en de kapel zijn 19e-eeuws. De voormalige woning van de abdis, op nummer 42, is tegenwoordig een particuliere woning met een 17e-eeuwse kern. De overige gebouwen fungeren als school.